# Jan Horstoffar
Jan Horstoffar z Malesic, také Hans Harsdorf, Hans Harsdörffer (kolem 1450 Malesice nebo Plzeň, 14. ledna 1511 Norimberk) byl původem západočeský horní a hutní podnikatel, v letech 1496–1499 nejvyšší mincmistr Českého království, od roku 1501 člen norimberské městské rady a později starší purkmistr. Byl milovníkem a mecenášem výtvarného umění, stejně jako jeho otec.

## Život a kariéra
Pocházel z erbovní rodiny norimberského patricije Antonía Horstoffara z Malesic (vlastníka tohoto panství). Matka Barbora byla dcerou měšťana Fritze z Plzně, babička Barbora z Pleysteina. 11. září 1481 se oženil se s Margaretou z norimberské erbovní patricijské rodiny Nützelů. Byl horním a hutním podnikatelem rodinné společnosti, činné od roku 1460. Nejdříve jen obchodoval s rudami, dováženými z českých dolů. Diplomatické styky s českým králem Vladislavem II. Jagellonským mu po vzpourách kutnohorských horníků a odhalení finančních podvodů v mincovně v roce 1496 vynesly post nejvyššího mincmistra i účast na pražském zemském sněmu v roce 1497. Roku 1499 požádal krále o uvolnění z úřadu, aby se mohl cele věnovat podnikání. Po smrti strýce Endrese Harsdörffera zdědil jeho léna a statky, hrad Eschenbach, měďnářskou huť a hamr v Enzendorfu (nyní místní části Hartensteinu v dolních Frankách). Přesídlil do Norimberka, roku 1501 vstoupil do městské rady (v níž dědičně zasedali členové rodin jeho tchána Nützela a jeho švagra Stromera). Roku 1505 byl zvolen starším purkmistrem. Městská rada ho vysílala na diplomatické mise ke králi Vladislavovi. Ve válce o dědictví landshutské se stal jedním ze tří polních velitelů Norimberka. Zemřel bez potomků.

## Dochované objednávky umění

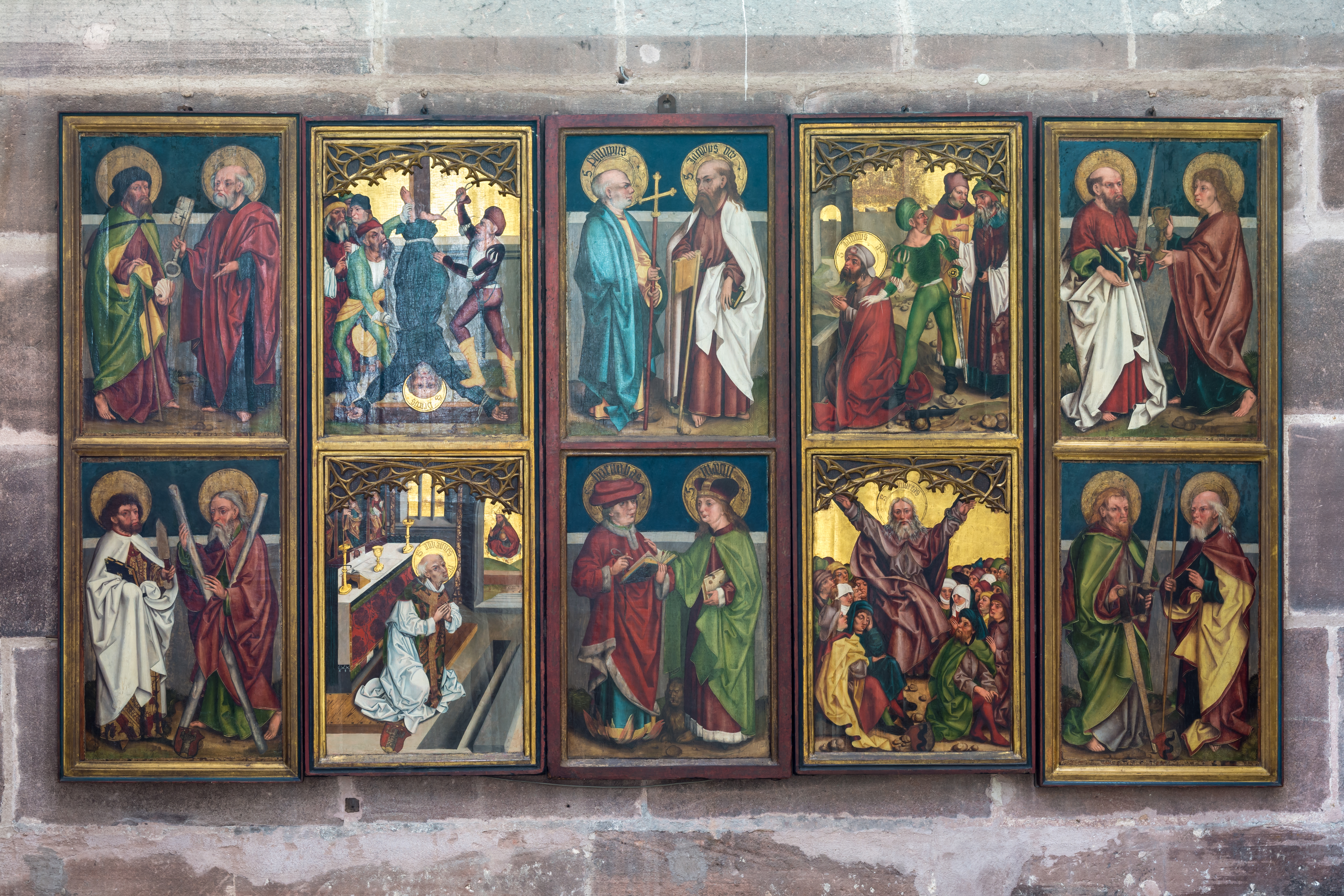
Horstoffarův oltář v kostele sv. Vavřince (St. Lorenz) v Norimberku

- Tři oltáře v kapli Vlašského dvora v Kutné Hoře (asi k vysvěcení kaple r. 1497);[2]
  - Mariánský se čtyřmi reliéfy českých patronů na křídlech
  - s obrazem bolestného Krista v hrobě mezi svatými Václavem a Ladislavem, pod sv. Václavem se dal namalovat Jan Horstoffar jako klečící prosebník, pod sv. Ladislavem je král Vladislav Jagellonský.
  - s veraikonem
- Kněžská kasule s vyšívanými výjevy z Kristova dětství má dole vyšité erby Horstoffarů (věž) a Nützelů (třícípou hvězdu s liliemi na cípech)[3] k témuž oltáři v Kutné Hoře.
- Oltářní archa z Rábí[4]
- Oltářní archa 12 apoštolů v kostele sv. Vavřince (St. Lorenzkirche) v Norimberku, s malovanými erby Jana Horstoffara a jeho manželky Markéty Nützelové
- Souprava vážek na mince a drahé kovy, v kazetě s erby Horstoffarů a Nützelů (dědicové rodu Hoarsdörfferů¨)